# چیرپیکتی
چیرپیکتی (به لاتین: Chyrpykty) یک منطقهٔ مسکونی در قرقیزستان است که در شهرستان ایسیق‌کول واقع شده‌است. چیرپیکتی ۲٬۰۰۸ نفر جمعیت دارد و ۱٬۶۱۷ متر بالاتر از سطح دریا واقع شده‌است.